# Campeonato de Oceanía de Judo de 2012
El XXV Campeonato de Oceanía de Judo se celebró en Cairns (Australia) entre el 29 y el 30 de abril de 2012 bajo la organización de la Unión de Judo de Oceanía.
En total se disputaron trece pruebas diferentes, siete masculinas y seis femeninas.

## Resultados

### Masculino
| Evento  | Oro                              | Plata                      | Bronce                                                            |
| ------- | -------------------------------- | -------------------------- | ----------------------------------------------------------------- |
| –60 kg  | Arnie Dickins Australia          | Matthew D'Aquino Australia | Tony Lomo · Islas Salomón · Corentin Le Goff · Polinesia Francesa |
| –66 kg  | Ivo dos Santos Australia         | Steven Brown Australia     | Raymond Ovinou Papúa Nueva Guinea Alister Leat Nueva Zelanda      |
| –73 kg  | Lee Calder Nueva Zelanda         | Woo-Su Choi Nueva Zelanda  | Abedias Trindade de Abreu Nueva Caledonia Darren Rogers Australia |
| –81 kg  | Josateki Naulu Fiyi              | Brent Iverson Australia    | Ivica Pavlinic Nueva Zelanda Nicolas Tivant Polinesia Francesa    |
| –90 kg  | Mark Anthony Australia           | Sebastian Temesi Australia | Ryan Dill-Russell Nueva Zelanda Teva Gouriou Nueva Caledonia      |
| –100 kg | Daniel Kelly Australia           | Jason Koster Nueva Zelanda | Ben Broadhead Australia                                           |
| +100 kg | Jérémy Picard Polinesia Francesa | Jake Andrewartha Australia | Stéphane Courtine Nueva Caledonia Gavin Kelly Australia           |

### Femenino
| Evento | Oro                             | Plata                      | Bronce                                                   |
| ------ | ------------------------------- | -------------------------- | -------------------------------------------------------- |
| –48 kg | Chloe Rayner Australia          | —                          | —                                                        |
| –52 kg | Elodie Foeillet Nueva Caledonia | Emma Rouse Nueva Zelanda   | Cindy Rival Nueva Caledonia Hannah Trotter Australia     |
| –57 kg | Carli Renzi Australia           | Kiarn Kelly Australia      | Rosa Delots Nueva Caledonia Darcina Manuel Nueva Zelanda |
| –63 kg | Kylie Koenig Australia          | Aoife Coughlan Australia   | Coralie Bretegnier Nueva Caledonia                       |
| –70 kg | Moira de Villiers Nueva Zelanda | Sara Collins Australia     | Catherine Arscott Australia                              |
| –78 kg | Sisilia Nasiga Fiyi             | Sophia Michaelis Australia | —                                                        |

## Medallero
| Núm. | País               | Oro | Plata | Bronce | Total |
| ---- | ------------------ | --- | ----- | ------ | ----- |
| 1    | Australia          | 7   | 9     | 5      | 21    |
| 2    | Nueva Zelanda      | 2   | 3     | 4      | 9     |
| 3    | Fiyi               | 2   | 0     | 0      | 2     |
| 4    | Nueva Caledonia    | 1   | 0     | 6      | 7     |
| 5    | Polinesia Francesa | 1   | 0     | 2      | 3     |
| 6    | Papúa Nueva Guinea | 0   | 0     | 1      | 1     |
| 6    | Islas Salomón      | 0   | 0     | 1      | 1     |
|      | TOTAL              | 13  | 12    | 19     | 44    |